# Bubbi Morthens
 (mars 2015).
Bubbi Morthens, de son vrai nom Ásbjörn Kristinsson Morthens, né le 6 juin 1956 à Reykjavik, est un chanteur et auteur-compositeur islandais. 

## Biographie
Connu pour sa carrière solo, Bubbi Morthens a aussi été membre de nombreux groupes islandais comme Utangarðsmenn, Egó, Das Kapital, MX-21 ou encore G.C.D. La plupart de ses chansons sont interprétées en islandais. En Islande, il est l'un des artistes les plus vendus[réf. nécessaire], mais il n’a jamais réellement réussi à percer à l’échelle internationale.

### Première période solo
Bubbi Morthens enregistre son premier album solo en 1979. On y trouve un mélange de rock, blues et reggae. L'année suivante, il est publié grâce au titre Ísbjarnarblús, qui lui fait acquérir de la notoriété en Islande. Ce succès est dû à des influences d'Iggy Pop et d'autres artistes, des changements de styles musicaux pendant les sessions d'enregistrement, mais surtout à des paroles qui ont été intégrées dans la lutte sociale, en particulier des classes inférieures, de l'industrie de la pêche aux travailleurs migrants.

### Période Utangarðsmenn
Utangarðsmenn, son premier groupe important a été un groupe punk, formé par les guitaristes Michael D. Pollock et Daniel Pollock, le batteur Magnús Stefánsson, et le bassiste Rúnar Erlingsson.
Le groupe a réussi à percer en Islande au moyen d'une large couverture médiatique et de plusieurs concerts, dont trois au Laugardalshöll, la plus grande arène sportive d'Islande, où ils assuraient la première partie du groupe The Clash.
Il quitte le groupe juste après le quatrième album en 1981. Les autres membres du groupe continuent à jouer, mais sous le nom de Corps, en hommage à l'une des chansons de Utangarðsmenn.

### Période Ego
Ego fut le prochain groupe de Bubbi Morthens. À cette époque, Bubbi et son frère, Bergthor, ont été rejoints par le bassiste Þorleifur Guðjónsson et formé le groupe Ego. Le groupe initial a été étendu lorsque Jóhann Ridar (alias Motorhead) est entré en tant que batteur, guitariste côté de Ragnar Sigurðsson.
Le groupe a joué sa première tournée à Reykjavík, mais quand ils ont commencé à enregistrer, Johann et Ragnar ont quitté le groupe et ont été remplacés par Magnus Stefánsson et Tomas Magnús Tómasson. Après ces changements, la musique du groupe s'est améliorée, et leur premier album, Breyttir Tímar, publié le 1er avril 1982, est devenu l'un des albums les plus vendus de l'histoire de la musique islandaise, grimpant à la deuxième place des ventes d'albums en Islande, et demeurant dans le top dix pendant 19 semaines. Au cours de la tournée de promotion pour l'album en Islande, Þorleifur quitte le groupe et est remplacé par Rúnar Erlingsson.
Avec cette version, Ego part en tournée en Scandinavie, où Magnús Stefánsson décidera de quitter le groupe et sera remplacé par Jökull Ulfsson.
Après le succès, des conflits internes vont compromettre la relation avec le label. Le groupe décide de rompre, mais est obligé par contrat à sortir un autre album. Le groupe sortit donc son dernier opus en 1984. Le groupe s‘est ensuite séparé : Bubbi Morthens a quitté l'Islande, et les musiciens ont continué sur des chemins différents. En 2001, les membres ont été réunis pour sortir une compilation sous le titre de Í Upphafi Skyldi Endinn Skoda.

### Période Das Kapital
Plus tard en 1984, Bubbi Morthens retourne en Islande pour former un groupe de musique rock, appelé Das Kapital, et sort un album appelé Lili Marlene, mais le groupe se sépare par la suite.

### Deuxième période solo
En 1985, il signe avec label suédois Mistlur et sort l’album Frelsi til Solu (Liberté à vendre) qui a connu un grand succès commercial, jusqu'à l’album Dögun, sorti en 1987, qui a été victime d’un succès foudroyant. Sa popularité a finalement été établie en 1990 avec la sortie de Sögur af Landi, qui a reçu de bonnes critiques.

### Période MX-21
Vers 1987, il rejoint le guitariste Þorsteinn Magnússon (ancien membre du Theyr), Jakob Smári Magnússon (ancien bassiste de Tappi Tíkarrass) et d’autres musiciens pour former un nouveau groupe appelé MX-21. Le groupe a collaboré avec Megas et Sykurmolarnir (plus tard connu sous le nom The Sugarcubes) sur Skytturnar, la bande originale du film réalisé par Friðrik Þór Friðriksson.

### Autres styles musicaux
Au début des années 1990, Bubbi Morthens prévoyait d'enregistrer un album de style espagnol ou sud-américain. Ce projet a été concrétisé avec la sortie de Von (Espoir), qui a été enregistré à Cuba avec le groupe Sierra Maestra. L’album a marqué un changement dans son style de musique.
En 1993, il se tourne vers un style de musique plus doux : la country avec la sortie de Lífið er Ljúft (La vie est belle), et en 1994  expérimente le rap dans l'album 3 Heimar (3 mondes).
Toujours dans les années 90, il rejoint Rúnar Júlíusson pour former un groupe de rock appelé GCD. Il a également enregistré un album en hommage à son oncle bien-aimé, le crooner Haukur Morthens et un album de paroles de poésie originale en 1996. En 1998, paraît Arfour (Patrimoine), un album pour lequel il s’inspire de rimes et ballades traditionnelles islandaises.

## Discographie
- Ísbjarnarblús, 1980
- Plágan, 1981
- Fingraför, 1983
- Línudans, 1983
- Ný spor, 1984
- Kona, 1985
- Blús fyrir Rikka, 1986
- Frelsi til sölu, 1986
- Dögun, 1987
- Bubbi 56, 1988
- Moon in the Gutter, 1988
- Serbian Flower, 1988
- Hver er næstur ?, 1989
- Nóttin langa, 1989
- Sögur af landi, 1990
- Ég er, 1991
- Von, 1992
- Lífið er ljúft, 1993
- 3 heimar, 1994
- Í skugga Morthens, 1995
- Allar áttir, 1996
- Hvíta hliðin á svörtu, 1996
- Trúir þú á engla, 1997
- Arfur, 1998
- Sögur 1980-1990 (safnplata), 1999
- Mér líkar það, 1999
- Bellman, 2000
- Sögur II 1990-2000 (safnplata), 2000
- Nýbúinn, 2001
- Sól að morgni, 2002
- 1000 kossa nótt, 2003
- Tvíburinn, 2004
- Ást, 2005
- ... Í 6 skrefa fjarlægð frá paradís, 2005
- Lögin mín, 2006
- Bubbi 06.06.06, 2006
- Góð verk 07, (safnplata), 2007
- Fjórir naglar, 2008
- Bubbi og Stórsveit Reykjavíkur, 2008